# Cantoni di Bastia
Prima della riforma approvata con decreto del 26 febbraio 2014, che ha avuto attuazione dopo le elezioni dipartimentali del 2015, la città di Bastia era suddivisa in 6 cantoni dell'Arrondissement di Bastia.
- Cantone di Bastia-1 (fino al 1973 chiamato Bastia-Terra Vecchia), comprendente il centro della città di Bastia
- Cantone di Bastia-2, comprendente alcuni quartieri settentrionali della città di Bastia, tra cui U Fangu
- Cantone di Bastia-3, comprendente il quartiere Turette della città di Bastia
- Cantone di Bastia-4, comprendente il quartiere Cimballo della città di Bastia
- Cantone di Bastia-5, noto anche col nome di Cantone di Lupino, comprendente il quartiere omonimo della città di Bastia
- Cantone di Bastia-6, noto anche col nome di Cantone di Furiani-Montesoro, comprende il quartiere Montesoro della città di Bastia e il comune di Furiani

In seguito alla riforma del 2014, la città di Bastia è suddivisa in 4 cantoni, distribuiti da nord a sud
- Cantone di Bastia-1, comprendente anche il comune di Ville di Pietrabugno
- Cantone di Bastia-2
- Cantone di Bastia-3
- Cantone di Bastia-4, comprendente anche il comune di Furiani